# Germán Cardozo Galué
Germán José Cardozo Galué (Maracaibo, Venezuela; 3 de abril de 1940-Ibídem, 19 de junio de 2017) fue un historiador y académico venezolano, licenciado en filosofía (Universidad de Deusto, 1964), licenciado en educación, mención ciencias sociales (Universidad del Zulia, 1968) y doctor en historia (Colegio de México, 1973).

## Carrera
Fue profesor de pregrado y posgrado la Universidad del Zulia, investigador histórico y escritor. Realizó numerosos aportes al estudio de la historia del Zulia y de Venezuela y se desempeñó como promotor, organizador y coordinador de varias iniciativas para promover los estudios históricos en la región. Uno de sus más grandes aportes fue la introducción del concepto de la región histórica en la historiografía venezolana.
Entre 1979 y 1983 fue director del Centro de Estudios Históricos de la Facultad de Humanidades y Educación de la Universidad del Zulia, fundador y asesor del Centro de Información y Documentación Histórica del Zulia, miembro correspondiente de la Academia de Historia del Zulia desde 1978 y miembro de número de la Academia Nacional de la Historia de Venezuela. Recibió numerosos premios y reconocimientos nacionales e internacionales, incluyendo el Andrés Bello Fellowship Award del St. Anthony's College, de la Universidad de Oxford (1983-1985) y la orden Juan Besson de la Academia de Historia del Estado Zulia y la Orden "General en Jefe Rafael Urdaneta" en su "Única Clase" por parte del Consejo Legislativo del Estado Zulia.